# Автошлях М 17
Автошлях М 17 — автомобільний шлях міжнародного значення на території України, Херсон — Джанкой — Феодосія — Керч — державний кордон із Росією. Проходить територією Херсонської області та Автономної республіки Крим. Збігається з частиною Європейського автомобільного маршруту E97 (Херсон — Новоросійськ — Поті).
Починається на перетині з М14, проходить через Олешки, Армянськ, Красноперекопськ, Джанкой, Совєтський, Феодосію, Керч і закінчується на пропускному пункті Крим-пором, звідки поромною переправою прямує на Новоросійськ до Росії.
Загальна довжина — 403,3 км.

## Маршрут
Автошлях зокрема проходить через такі населені пункти:
| Автошлях М 17             |                                               |
| Херсонська область        |                                               |
| Херсонський район         |                                               |
|                           | М14                                           |
| Раденськ                  |                                               |
| Великі Копані             |                                               |
| Тарасівка                 |                                               |
|                           | Т 2210                                        |
| Скадовський район         |                                               |
|                           | Т 2213                                        |
| Автономна Республіка Крим |                                               |
| Армянськ                  | Т 2202                                        |
| Красноперекопський район  |                                               |
| Красноперекопськ          | Н05                                           |
|                           | Т 0107                                        |
| Джанкойський район        |                                               |
| Новокримське              |                                               |
| Джанкой                   | E105М18                                       |
| Нижньогірський район      |                                               |
|                           | Т 0110                                        |
| Совєтський район          |                                               |
| Кіровський район          |                                               |
|                           | Т 0113                                        |
| Владиславівка             |                                               |
| Ленінський район          |                                               |
|                           | Т 0114                                        |
| Керч                      | Поромна переправа Порт «Крим» — Порт «Кавказ» |